# Huelga de la Telefónica de 1931
La huelga de la Telefónica de 1931 fue el primer conflicto de carácter social importante al que tuvo que hacer frente la recién nacida Segunda República Española. Fue organizada por el sindicato anarquista CNT con la idea de hacer una demostración de fuerza ante el nuevo régimen [cita requerida], medir su capacidad de reacción y desmarcarse de las medidas más conciliadoras que estaban tomando sus rivales, los socialistas de la UGT.

## Contexto
En 1931 la Compañía Telefónica Nacional de España, única empresa a nivel nacional que prestaba servicio de telefonía, era propiedad de una multinacional estadounidense, la American Telephone and Telegraph Company. Los trabajadores españoles de Telefónica estaban adscritos en su mayoría a alguno de los dos sindicatos más importantes del momento: la UGT, socialista, y la CNT, de ideología anarquista. Ambos tenían un marcado carácter revolucionario, y el tipo de población del que se nutrían era similar.
La proclamación de la II República en abril de 1931 supuso la oportunidad para ambas organizaciones de llevar a cabo sus proyectos tradicionales, por lo que ambas necesitaban un catalizador que les permitiese lanzarse a cumplir sus objetivos. Durante la dictadura de Primo de Rivera ambas organizaciones criticaron al gobierno, acusándole de venderse a los intereses de una compañía extranjera; señalaban al rey como beneficiario de acciones de la compañía merced a los contratos que AT&T firmaba con el Estado y situaban a los directivos de la compañía entre sus enemigos, tachándoles de perversos burgueses. Sin embargo, aunque sus objetivos eran los mismos, las dos organizaciones se encontraban en situaciones distintas. Los socialistas de la época estaban divididos en dos facciones diferentes: los moderados, entre los que se puede incluir a Indalecio Prieto; y los revolucionarios, lo que les había llevado a tener que hacer equilibrios para poder participar en el gobierno provisional mientras mantenían su discurso de lucha y sus exigencias. Los anarquistas, no obstante, se habían autoexcluido del Proceso Constituyente desde el principio, por lo que quedaban libres de cualquier obligación.

## La huelga
Los afiliados a la CNT, por lo tanto, se declararon en huelga el día 4 de julio. La huelga debía paralizar el servicio telefónico a nivel nacional y según su desarrollo se podría comprobar su nivel de organización, la capacidad de influir en el nuevo gobierno y, además, se obligaría a los miembros socialistas del gobierno a tener que decantarse por una opción: o la moderación, lo que significaría aliarse con la burguesía, o la radicalidad, algo que pondría sus carreras políticas en una situación difícil. Sin embargo, aunque se paralizaron la mayoría de los servicios en Sevilla y Barcelona, el éxito en el resto del país fue parcial. Los socialistas decidieron ponerse del lado del gobierno y enviaron a sus afiliados a prestar servicios de urgencia en ciudades como Madrid o Córdoba, garantizando la estabilidad de las líneas.
Aunque la huelga había fracasado, la CNT tenía un gran poder de convocatoria y declaró una serie de huelgas generales en apoyo de sus afiliados de Telefónica, que paralizaron Sevilla el día 20 de julio. El Gobierno, acusando a los anarquistas de pistoleros, declaró el estado de guerra en la ciudad y a lo largo de la semana del 22 al 29 fue restableciendo el orden paulatinamente. En Barcelona también triunfó la huelga general, pero la intervención de Macià, mucho más suave que la llevada a cabo por el Gobierno Central en Sevilla, ayudó a regresar a la normalidad.

## Consecuencias
El 22 de julio de 1931 el diario conservador El Defensor de Córdoba publica una nota sobre los sucesos ocurridos en la provincia de Sevilla con motivo de la huelga general convocada por el sindicato CNT. En la nota telegráfica se pueden leer al menos una docena de fallecidos en las jornadas de lucha sindical. En la jornada del día 20 murieron el guardia de seguridad Ricardo Hidalgo y el guardia municipal Miguel Escalera Chacón, ambos enterrados el día 22 en Sevilla. En los sucesos del día 21 murieron José Cárcamo y Antonio Rangel por disparos de la fuerza pública. En el tiroteo fueron alcanzadas de gravedad Rosario Fuente, criada, fallecida; Dolores Gallardo, en estado grave, y María Josefa Jiménez, de 17 años e hija del alcalde Emilio Jiménez, fallecida.  En Utrera en los enfrentamientos del día 21 hubo al menos dos víctimas mortales, entre ellas Francisco Borrallo, de 26 años, fallecido. Un tercer manifestante estaba moribundo. Hubo cuatro detenidos.  En Coria del Río resultó herido grave Julio Duarte. En Dos Hermanas murió Juan Rodríguez Maciá. Por último, en Sevilla resultarosn alcanzados Antonio Peñuela, herido grave; Fernando Lara, gravísimo, y muerto el chófer del servicio de Riotinto. 
Según el diario Ahora los heridos son los siguientes: Juan Rodríguez Maciá, de cuarenta y siete años, herido como los siguientes por arma de fuego en el tercio anterior del muslo izquierdo, con fractura del fémur del mismo lado, pronóstico grave; Manuel Alcocer, de cuarenta y dos años, herido por arma de fuego en el tercio anterior de la pierna derecha, con orificio de salida, grave; Antonio Jiménez Montero, de veinticuatro años, herido en la rodilla izquierda; Miguel Rodón, de quince años, herido en la región glútea, sin orificio de salida, grave; José Valdés Cora, de veinte años, herido en la región pancreal izquierda, pronóstico reservado; Joaquín Arillo Rodríguez, de veintiún años, herido en el tercio inferior de la cara externa del muslo derecho, pronóstico reservado; José Mejía Reina, con herida contusa en el tercio superior de la pierna derecha, pronóstico reservado; Manuel Sánchez Campanario, de dieciocho años, herido en la pierna izquierda, pronóstico reservado; José Vaquero, de diecisiete años, herido en el muslo izquierdo; Antonio Infante Lora, de diecinueve años, herido en el muslo derecho, grave; Manuel Mendoza, herido en la región escapular izquierda, tiene tres balazos más en la región glútea del mismo lado y otro en la mano derecha, grave; José Carrión, de veintitrés años, herido por aplastamiento en el pie izquierdo, pronóstico reservado; Manuel Valderrama Campanario, herido en la pierna derecha en el tercio superior, presentando otra herida en la pierna izquierda, pronóstico reservado; Manuel Dormido, de veinte años, herido en la región glútea, leve; Juan Mendoza, de veintiséis años, herido en la región lumbar, pronóstico
reservado. Además de estos heridos, se encuentran algunos otros más que han sido asistidos en Dos Hermanas. 

## Víctimas mortales
Las consecuencias directas de la serie de huelgas supusieron un saldo de 30 muertos y 200 heridos en los enfrentamientos con el Ejército. Además, reforzaron las opiniones conservadoras de los nostálgicos de la monarquía y acentuaron las diferencias entre las dos corrientes internas del PSOE, cuyo enfrentamiento resultaría crucial en las elecciones de 1933 y a lo largo del segundo bienio de la Segunda República.